# تفريق القيمة المنفردة

كما يظهر في الشكل تمثيل لتفريق القيمة المطلقة (SVD) لمصفوفة ثنائية (أي لها عمودان وصفان) M. أولاُ، نرى دائرة الوحدة بالازرق مع 2 متجهين. كما نلاحظ عملية النقل على المصفوفة M حيث تحولت الدائرة إلى قطع ناقص. تفريق القيمة المنفردة SVD تجزئ المصفوفة إلى ثلاثة انتقالات بسيطة: تدوير أولي *V, تكبير Σ على المحورين، وتدوير اخير U. الطول سجما 1 وسجما 2 شبه الاحداثي للقطع الناقص يعرف تفريق القيم المنفردة للمصفوفة M, تسمى بالاحداثيات Σ1,1 و Σ2,2.

تفريق القمية المنفردة في الجبر الخطي (SVD) هو عملية تفكيك مصفوفة حقيقية أو مركبة إلى عوامل، وتعتبر تعميم لتجزيء القيمة الذاتية لمصفوفة موجبة شبه معرفة (على سبيل المثال مصفوفة متماثلة ذات قيم ذاتية موجبة) إلى أي مصفوفة m*n من خلال  تمديد التجزيء القطبي. تصف القيم المفردة خصائص معينة للمصفوفة كقيمها الذاتية ويمكن حسابها لجميع المصفوفات، حتى لو لم تكن مربعة.
تفريق القيمة المنفردة SVD  لمصفوفة حقيقية  {\displaystyle m\times n} {\displaystyle \mathbf {M:} } هو تجزيئها إلى عوامل  {\displaystyle \mathbf {U\Sigma V^{*}} }،
حيث:

{\displaystyle \mathbf {U} } هو مصفوفة وحدة m*m 
{\displaystyle \mathbf {\Sigma } } مصفوفة m*n مستطيلة قطرية ذات قيم غير سالبه وارقام قطرية حقيقية. 
{\displaystyle \mathbf {V} }  مصفوفة وحدة  n*n
تعرف المدخلات القطرية للمصفوفة Σ  بالقيم المفردة. والعمودان في U , V يعرفان بالمتجهات المفردة اليسرى والمتجهات المفردة اليمنى  للمصفوفة M.
يمكن احتساب SVM من خلال الملاحظات التالية:

## عرض النظرية
نفترض ان M   مصفوفة m*n مدخلاتها من الحقل K والذي هو إما أعداد حقيقية أو مركبة. إذ ينتج التحليل إلى عوامل  تسمى بـ تفريق القيمة المنفردة للمصفوفة M  وتكون على هذا النحو:

{\displaystyle \mathbf {M} =\mathbf {U} {\boldsymbol {\Sigma }}\mathbf {V} ^{*}}
حيث
- U مصفوفة الوحدة  m × m
- Σ مصفوفة m*n قطرية لا يحتوى قطرها على  أعداد سالبة
- *V مصفوفة الوحدة  n*n  على K (إذا  كان k=R, ومصفوفة الوحدة مصفوفة عمودية)  فإن *V  هي مرافق  المنقول  لمصفوفة الوحدة n*n  V

 تسمى القيم القطرية سيجماi للمصفوفة ΣM بالقيم المنفردة للمصفوفة M . ومن المتعارف عليه هو ان يتم سرد هذه القيم تنازليا. وفي هذه الحالة فإن المصفوفة (سيجما)  Σ يتم تحديدها من خلال المصفوفة M, وليس U أو V.  
 